# Jean Nicot
Jean Nicot - nombre completo: Jean Nicot de Villamain - (1530, Nîmes- 4 de mayo de 1600, París) fue embajador francés en Lisboa a comienzos del siglo XVI. Introdujo el tabaco en la corte francesa en 1560. La planta del tabaco (nicotiana tabacum), usada también como una planta de jardín, debe su nombre a él, así también como el alcaloide conocido como nicotina.
Escribió uno de los primeros diccionarios franceses, que fue incluido póstumamente en el Thresor de la langue françoyse tant ancienne que moderne. 

## Biografía
Jean Nicot de Villamain, hijo de un notario, nació en Nimes en 1530 y murió en París el 4 de mayo de 1600. Trabajó como archivero real en París hasta 1559. En ese año, el rey Francisco II lo envió a Portugal para negocia el matrimonio del joven rey Sebastián I con su hija Margarita de Valois. En 1560 envió a Francia la planta del tabaco, a la que atribuía virtudes medicinales. Al año siguiente regresó a Francia sin obtener el éxito en su misión real. Introdujo el tabaco en polvo para esnifar en la corte francesa y propuso a la reina madre, Catalina de Médici el empleo de las hojas de tabaco para curar su migraña. Su planta tuvo un éxito inmediato y Nicot se convirtió en una celebridad.
Como lexicógrafo escribió un diccionario bilingüe francés-latín, el "Dictionnaire françois-latin de Nicot" en 1573. Tras su muerte, en 1606 el librero Douceur reunió su Diccionario junto a otros diccionarios franceses en un volumen con el nombre Thresor de la langue françoyse tant ancienne que moderne.